# К-461 «Волк»
К-461 «Волк» — советская и российская многоцелевая атомная подводная лодка проекта 971 «Щука-Б», построенная в 1987—1992 годах. Входит в состав 24-й дивизии подводных лодок Северного флота, с 2014 года находится в ремонте с модернизацией на ЦС «Звёздочка».

## История строительства
АПЛ заложена 14 ноября 1987 года в цехе № 50 ПО «Севмашпредприятие» в гор. Северодвинске под заводским номером 831. Экипаж сформирован к концу марта 1989 года, в 1990 году прибыл в Северодвинск после обучения в 270-м учебном центре ВМФ в Сосновом Бору. 11 июня 1991 года лодка выведена из цеха, экипаж временно подчинён 339-й обрпл БелВМБ. 25 июня 1991 года получила наименование «Волк» в память подводной лодки «Волк», самой результативной русской лодки по потопленному тоннажу в Первой мировой войне.
29 декабря 1991 года подписан приёмный акт, К-461 вступила в строй. Председатель комиссии Госприёмки — капитан 1 ранга Маргулис П. М., командир — капитан 2 ранга Мурашов С. В., ответственный сдатчик — Березовский Л. В., сдаточный механик — Хвиюзов С. М., ведущий военпред — капитан 3 ранга Петров В. В.
27 января 1992 торжественно поднят Военно-морской флаг, дата 27 января утверждена как годовой праздник экипажа. 29 января освящена по православному обряду клириком Свято-Ильинского кафедрального собора гор. Архангельска протоиереем Владимиром. С 31 января по 2 февраля выполнила переход к постоянному месту базирования в бухте Ягельная, Гаджиево.

## История службы
11 февраля 1992 К-461 под командованием А. В. Буриличева включена в состав 24-й дивизии подводных лодок Северного флота.
16 августа 1993 года при вводе ГЭУ из-за ошибочных действий личного состава произошло срабатывание предохранительных автоматических устройств парогенераторов.
С ноября 1993 года по январь 1994 года выполнила задачи боевой службы.
С 5 декабря 1995 по 20 февраля 1996 года выполнила задачи боевой службы с экипажем К-317 «Пантера» на борту, командир — капитан 1 ранга Справцев С. В. К-461 находилась в Средиземном море, обеспечивала дальнее противолодочное охранение авианосной многоцелевой группы во главе с ТАКР «Адмирал флота Советского Союза Кузнецов». При этом были выполнены длительные слежения за несколькими подводными NATO, в том числе и за американской АПЛ типа «Лос-Анджелес».
В 1995 и 1996 годах экипаж К-461 на борту АПЛ К-154 «Тигр» дважды завоёвывал приз Главкома ВМФ и занимал первое место в ВМФ по противолодочной подготовке. В 1996 году К-461 со штатным экипажем совершила боевую службу в Атлантике, в ходе которой длительное время скрытно следила за выходящей в боевое патрулирование стратегической подводной лодкой США. 23 июля 1996 года командир К-461 А. В. Буриличев удостоен звания Героя Российской Федерации.
10 сентября 1998 года на борту К-157 «Вепрь» под управлением экипажа К-461 «Волк», командир О. А. Телушкин, произошло чрезвычайное происшествие. Когда лодка находилась в Гаджиево, 19-летний матрос Александр Кузьминых, в состоянии психического срыва, вооружённый автоматом АКС74У, расстрелял 8 сослуживцев, ранил офицера и заперся в торпедном отсеке, угрожая взорвать боезапас. При этом он подал в соседний отсек газ из системы ЛОХ. В конечном итоге, в ходе переговоров, ввиду невозможности добровольной сдачи, матрос был ликвидирован специалистами ФСБ.
29 января 2000 года при нахождении К-461 в полигоне боевой подготовки в надводном положении два офицера, устранявшие неисправность, были смыты в море штормовой волной. Тело командира БЧ-3 В. Гарцева было обнаружено, старший помощник А. Гуминиченко найден не был.
В 2002—2005 годах К-461 участвовала в испытаниях нового ракетного оружия — крылатых ракет «Club-S» — экспортного варианта ракет «Калибр-ПЛ».
C мая 2005 по декабрь 2006 года прошла средний ремонт на ФГУП «Севмаш».
В 2011 году выполнила задачи боевой службы.
С 14 августа 2014 года проходит средний ремонт и глубокую модернизацию в «Центре судоремонта „Звёздочка“». В 2015 году лодку подняли из воды и завели в эллинг. Изначально планировалось возвращение корабля в строй в 2018 году, затем сроки сдвигались на 2021, 2023 год.
В 2014 и 2016 годах экипаж К-461 выполнил боевые службы на других АПЛ дивизии, а в 2016 году — завоевал приз Главкома ВМФ.
По состоянию на 2025 год К-461 продолжает находиться в ремонте на ЦС «Звёздочка», возвращение в строй планируется в 2028 году.

## Командиры
1. Мурашов С. В. (31.03.1989 — 04.07.1992);
2. Буриличев А. В. (04.07.1992 — 25.07.1996);
3. Телушкин О. А. (25.07.1996 — 03.12.1998);
4. Минаков А. Н. (03.12.1998 — 08.10.2002);
5. Зверев О. Ю. (08.10.2002 — 29.02.2008);
6. Котенков А. Ю. (31.05.2008 — 20.06.2009);
7. Старшинов С. Е. (20.06.2009 — 2013);
8. Афанасьев С. (2013—2015);
9. Такмаков Д. Д. (2015—2016).